# Namibia (plant)
Namibia is een geslacht uit de ijskruidfamilie (Aizoaceae). De soorten uit het geslacht komen voor in Namibië.

## Soorten
- Namibia cinerea (Marloth) Dinter & Schwantes
- Namibia pomonae (Dinter) Dinter & Schwantes ex Walgate